# Krenosmittia annulata
Krenosmittia annulata är en tvåvingeart som beskrevs av Guo och Wang 2005. Krenosmittia annulata ingår i släktet Krenosmittia och familjen fjädermyggor. Inga underarter finns listade i Catalogue of Life.